# Spicara maena
Spicara maena är en fiskart som först beskrevs av Carl von Linné 1758.  Spicara maena ingår i släktet Spicara och familjen Centracanthidae. Inga underarter finns listade i Catalogue of Life.